# 열녀 창녕성씨 결성장씨 정려
열녀 창녕성씨 결성장씨 정려(烈女 昌寧成氏 結城張氏 旌閭)는 세종특별자치시 장군면에 있는 정려이다. 2014년 9월 30일 세종특별자치시의 향토문화유산 제28호로 지정되었다.

## 개요
열녀 창녕성씨 결정장씨 정려(烈女 昌寧成氏 結城張氏 旌閭)는 조선시대 열녀 창녕성씨(昌寧成氏)와 결성장씨(結城張氏)의 열행(烈行)을 세상에 널리 알려 칭찬하고 기억하기 위해 나라에서 하사한 명정(銘旌)을 현판(懸板)으로 걸어놓은 정문(旌門)이다.
창녕성씨는 전오복(全五福, 1714～1735)의 부인이며, 결성장씨는 전오륜(全五倫, 1717～1753)의 부인으로 전오복과 전오륜은 형제이다. 창녕성씨는 남편이 병에 걸리자 지극정성으로 간호하면서 자신이 대신 아프게 해달라는 기도를 드렸다고 한다. 그런 그녀의 정성에도 결국 남편이 죽자 스스로 독약을 먹어 목숨을 끓었다. 그 후 동생 전오륜도 병이 걸려 자리에 눕게 되었는데 결성장씨 역시 지극정성으로 병간호를 하였다. 병세가 위태로워지자 식음을 전폐하고 기도를 드린 후 손가락을 잘라 피를 주기까지 하였지만 남편이 좋아지지 않자 남편이 죽는 모습은 볼 수 없다는 글을 남기고 창녕성씨와 마찬가지로 독약을 먹어 자결하였다.
창녕성씨와 결성장씨의 열행에 대해 지역의 유림(儒林)들이 글을 올려 1772년(영조 48)에 명정을 받고 정문이 세워졌으나 현재는 해체되어 보관중이다. 내부에는 창녕성씨와 결성장씨의 현판과 1772년(영조 48)에 조명정(趙明鼎, 1709~1779)이 짓고 연기현감(燕岐縣監)을 지낸 황운(黃運)이 썼다는 ‘題成張兩節婦旌閭(제성장양절부정려)’와 1793년(정조 17) 송환기(宋煥箕, 1728~1807)가 작성한 ‘成氏張氏二烈婦旌閭記文(성씨장씨이열부정려기문)’이 걸려있었다.